# Франсуа Фурньє-Сарловез
Франсуа Луї, граф Фурньє-Сарловез (нар. 28 квітня 1772, Сарла-ла-Канеда — 18 січня 1827, Париж) — генерал Французької імперії. Прозваний іспанськими партизанами «Ель Демоніо» (Демон), як за свою жорстокість, так і за грізну ефективність у боротьбі проти партизанської війни, він є одним з рідкісних персонажів простолюдинського походження, якого відзначали двома дворянськими титулами, один присвоєний імператором, інший королем Франції.